# Чарушин, Никита Евгеньевич
Никита Евгеньевич Чарушин (1934—2000) — советский и российский художник-график и иллюстратор. Член Союза художников СССР. Член-корреспондент Российской академии художеств (1995), народный художник Российской Федерации (2000).

## Биография
Родился 8 июля 1934 года в Ленинграде.
Главным его учителем был отец — художник Е. И. Чарушин. В детской книге Евгения Чарушина «Никитка и его друзья», впервые изданной в 1938 году и неоднократно впоследствии переиздававшейся, присутствует множество изображений Никиты, ставшего главным героем большинства рассказов.
В 1953 году окончил среднюю художественную школу. В 1960 году окончил Институт живописи, скульптуры и архитектуры имени И. Е. Репина.
В 1959 году впервые обратился к книжной графике. С этого времени начал работать в издательстве «Детская литература», в журналах «Мурзилка», «Веселые картинки», «Нева».
В 1965 году Чарушин стал членом Ленинградского отделения Союза художников СССР.
Книги В. Бианки, И. Соколова-Микитова, Н. Сладкова, Р. Киплинга и других авторов с иллюстрациями Никиты Чарушина неоднократно удостаивались дипломов на всероссийских, всесоюзных и международных конкурсах.
Умер 17 февраля 2000 года.
Работы Н. Е. Чарушина представлены в собраниях Третьяковской галереи, Русском музее, музеях Японии, Германии и других стран.
Дочь — Наталья Чарушина-Капустина, внучка — Евгения Чарушина-Капустина.

## Награды
- Почётное звание «Заслуженный художник РСФСР» (1984)
- Почётное звание «Народный художник Российской Федерации» (2000) — за большие заслуги в области искусства[6]
- За иллюстрацию к книге «Путешествие к пеликанам» награждён Золотой плакеткой симпозиума «БИБ-73».

## Иллюстрации к книгам
- Бианки В. В. Лесные домишки : Сказки: Для младшего школьного возраста [печатный текст] / Бианки, Виталий Валентинович, Автор; худ. Н. Е. Чарушин. — Москва [Россия] : Детская литература, 1975. — 122, [5] с.: ил.; 26 см.—150 000 экземпляров.— (в переплёте) : 1 р. 19 к.
- Чехов А. П. Белолобый : рассказ: для дошкольного возраста [печатный текст] / Чехов, Антон Павлович, Автор (Author); Чарушин, Никита Евгеньевич, Художник (Artist); Цыбина, Биана Петровна, Редактор (Editor). — Москва : Малыш, 1977. -—10, [2] с.: ил.—500 000 экземпляров.— 14 к.
- Чехов А. П. Белолобый : рассказ: для дошкольного возраста [печатный текст] / Чехов, Антон Павлович, Автор (Author); Чарушин, Никита Евгеньевич, Художник (Artist); Цыбина, Биана Петровна, Редактор. — Москва : Малыш, 1979. — 10, [2] с.: ил.— 500 000 экземпляров.— 15 к.
- Гаршин В. М. Лягушка-путешественница : сказка: для дошкольного возраста [печатный текст] / Гаршин, Всеволод Михайлович, Автор; Чарушин, Никита Евгеньевич, Художник; Рыжкова, Г. Г., Технический редактор, типограф. — Москва : Детская литература, 1982. — 10, [2] с.: ил.— 2000 000 экземпляров.— 15 к.
- Гаршин В. М. Лягушка-путешественница : сказка: для дошкольного возраста [печатный текст] / Гаршин, Всеволод Михайлович, Автор; Чарушин, Никита Евгеньевич, Художник; Рыжкова, Г. Г., Технический редактор, типограф. — Москва : Детская литература, 1984. — 10, [2] с.: ил.—1500 000 экземпляров.— 15 к.
- Чехов А. П. Белолобый : рассказ: для дошкольного возраста [печатный текст] / Чехов, Антон Павлович, Автор (Author); Чарушин, Никита Евгеньевич, Художник (Artist); Цыбина, Биана Петровна, Редактор . — Москва : Малыш, 1984. — 10, [2] с.: ил.— 300 000 экземпляров.— 15 к.
- Гаршин В. М. Лягушка-путешественница : сказка: для дошкольного возраста [печатный текст] / Гаршин, Всеволод Михайлович, Автор; Чарушин, Никита Евгеньевич, Художник; Рыжкова, Г. Г., Технический редактор, типограф. — Москва : Детская литература, 1986. — 10, [2] с.: ил.— 3000 000 экземпляров.— 15 к.
- Житков Б.С. Мангуста : Рассказ: Для младшего школьного возраста [печатный текст] / Житков, Борис Степанович, Автор; Чарушин, Никита Евгеньевич, Иллюстратор; Долотцева, Маргарита Владимировна, Редактор. — Москва : Советская Россия, 1986. — [16] с.: ил.; 27 см.— 800 000 экземпляров.— 25 к.
- Дружба 87 : Литературный сборник: для младшего и среднего школьного возраста [печатный текст] / Чарушин, Никита Евгеньевич, Иллюстратор (Illustrator); Маркина, О., Оформитель книги (Book designer); Воскобойников, Валерий Михайлович, Составитель (Compiler). — Ленинград : Детская литература. Ленинградское отделение, 1987. — 144 с.: ил.— 100000 экземпляров.— (в переплёте) : 95 к.
- Акимушкин И. И. Жил-был волк : Рассказ: для дошкольного возраста [печатный текст] / Акимушкин, Игорь Иванович, Автор (Author); Чарушин, Никита Евгеньевич, Художник (Artist); Рыжова, Е., Редактор (Editor). — Москва : Малыш, 1990. — [8] с.: ил.; 27 см.—150 000 экземпляров . — ISBN 5-213-00021-5 : 15 к.
- Сладков Н. И. Лесные тайнички : [рассказы] / Сладков, Николай Иванович, Автор (Author); Чарушин, Никита Евгеньевич, Иллюстратор (Illustrator). — Санкт-Петербург : Амфора, 2010. — 94, [8] с.: ил. — (Школьная библиотека) .—7050 экземпляров . — ISBN 978-5-367-01361-0 : (в переплёте)